# Удонин, Илья Давыдович
Илья́ Давы́дович Удо́нин (23 мая [5 июня] 1905, Верхне-Чирская, область Войска Донского — 10 июня 1991, Тамбов) — советский военачальник, генерал-майор авиации, член КПСС.

## Биография
Родился 23 мая (5 июня) 1905 года в станице Верхне-Чирской (ныне — хутор Верхнечирский в Суровикинском районе Волгоградской области).
С 1919 года на военной службе, общественной и политической работе.
С 1919 по 1926 год — боец Первой Конной Армии, участник боёв против Деникина, Шкуро и Мамонтова, сражался с бандами Махно и Петлюры, Награжден орденом Красного Знамени к 10-летию Первой Конной Армии в 1930.
Курсант дивизионной школы младших командиров, командир отряда 23-го кавалерийского полка 4-й кавдивизии, помощник командира взвода, старшина взвода, командир взвода в 19-м кавалерийском полку 4-й кавдивизии, курсант курсов инструкторов парашютного дела, инструктор-парашютист.
Курсант Борисоглебской военной школы, лётчик.
Участник советско-финляндской войны (1939—1940), полковник, командир 58 скоростного бомбардировочного авиационного полка, награжден орденом Ленина 15.01.1940 г.
Участник Великой Отечественной войны, командир 103-й смешанной и 261-й штурмовой авиадивизий Карельского фронта.
Начальник военного училища летчиков имени М. Расковой в Энгельсе.
С 1945 по 1960 год — начальник Тамбовского высшего военного авиационного училища лётчиков имени М. М. Расковой.
Скончался 10 июня 1991 года в Тамбове.